# Minstrel in the Gallery
| 전문가 평가                       | 전문가 평가    |
| 평가 점수                         | 평가 점수      |
| 출처                              | 점수           |
| --------------------------------- | -------------- |
| AllMusic                          | [ 1 ]          |
| The Encyclopedia of Popular Music | [ 4 ]          |
| Rolling Stone                     | (unfavourable) |
| Sounds                            | (favourable)   |

《Minstrel in the Gallery》는 1975년 9월에 발매된 영국의 록 밴드 제쓰로 툴의 여덟 번째 스튜디오 음반이다. 이 음반은 밴드가 이전 작품인 《War Child》 (1974년)와 다른 방향으로 가고 있으며, 1970년대 초의 《Benefit》 (1970년), 《Aqualung》 (1971년), 《Thick as a Brick》 (1972년)와 같은 방식으로 일렉트릭과 어쿠스틱 노래의 혼합으로 돌아가는 것을 보고 있다. 이 음반은 밴드를 위해 특별히 의뢰되고 건설된 새로 건설된 모바일 녹음 스튜디오를 사용하여 모나코 몬테카를로에서 세금 망명 상태로 녹음된 영국 밖에서 녹음된 첫 번째 제쓰로 툴 음반이었다.
1975년 말 음반 투어를 마치고 밴드를 떠나 전 카르멘의 베이시스트 존 글래스콕으로 교체된 베이시스트 제프리 해먼드가 참여한 마지막 제쓰로 툴 음반이었다.

## 배경
1974년 말, 밴드의 일곱 번째 음반 《War Child》의 투어를 마치고 밴드는 영국 밖에서 녹음하겠다는 아이디어로 돌아왔고 프론트맨 이언 앤더슨이 밴드가 원하는 곳에서 녹음할 수 있도록 모바일 스튜디오를 만들도록 의뢰했다. 엔지니어 로빈 블랙과 모건 스튜디오 엔지니어 피트 스미스가 건설한 모바일 스튜디오는 메종 로그 모바일 스튜디오로 명명되었고 1975년 4월 모나코의 몬테카를로로 운송되었으며, 그곳에서 밴드는 프린스 오브 웨일스 호텔에서 음반을 녹음했다. 앤더슨은 1974년 12월 로스앤젤레스에 있는 집을 빌려 음반의 작곡을 마쳤고, 그곳에서 오케스트라 편곡자(그리고 미래의 제쓰로 툴 키보디스트) 디 파머가 음반의 스트링 편곡을 마무리하는 것을 도왔다.

## 곡 목록
모든 곡들은 특별한 언급이 없는 한 이언 앤더슨에 의해 작사/작곡하였다.
| #  | 제목                        | 작사·작곡         | 재생 시간 |
| -- | --------------------------- | ----------------- | --------- |
| 1. | 〈Minstrel in the Gallery〉 | 앤더슨, 마틴 바레 | 8:13      |
| 2. | 〈Cold Wind to Valhalla〉   |                   | 4:19      |
| 3. | 〈Black Satin Dancer〉      |                   | 6:52      |
| 4. | 〈Requiem〉                 |                   | 3:45      |

| #  | 제목 | 재생 시간 |
| -- | --- | --------- |
| 1. | 〈One White Duck / 010 = Nothing at All〉                                                                                 | 4:37      |
| 2. | 〈Baker St. Muse - a) Pig-Me and the Whore - b) Nice Little Tune - c) Crash-Barrier Waltzer - d) Mother England Reverie〉 | 16:39     |
| 3. | 〈Grace〉 | 0:37      |

## 인증
| 국가                       | 인증 | 판매량/출하량 |
| -------------------------- | ---- | ------------- |
| 캐나다 (뮤직 캐나다)       | 골드 | 50,000^       |
| 영국 (BPI)                 | 실버 | 60,000^       |
| 미국 (RIAA)                | 골드 | 500,000^      |
| ^출하량을 기반으로 한 인증 |      |               |